# كارلوس بايزا توريس
كارلوس بايزا توريس ( مليلية ، 15 مايو 1962) هو فنان تشكيلي ومعلم رسم من مليلية، يمثل عمله الواقعي والمفصل للغاية، والذي يسمى مدينة القباب ، رؤيته الحزينة لمدينة الأحلام، والتي بنيت على أساس الذكريات.

## طريق

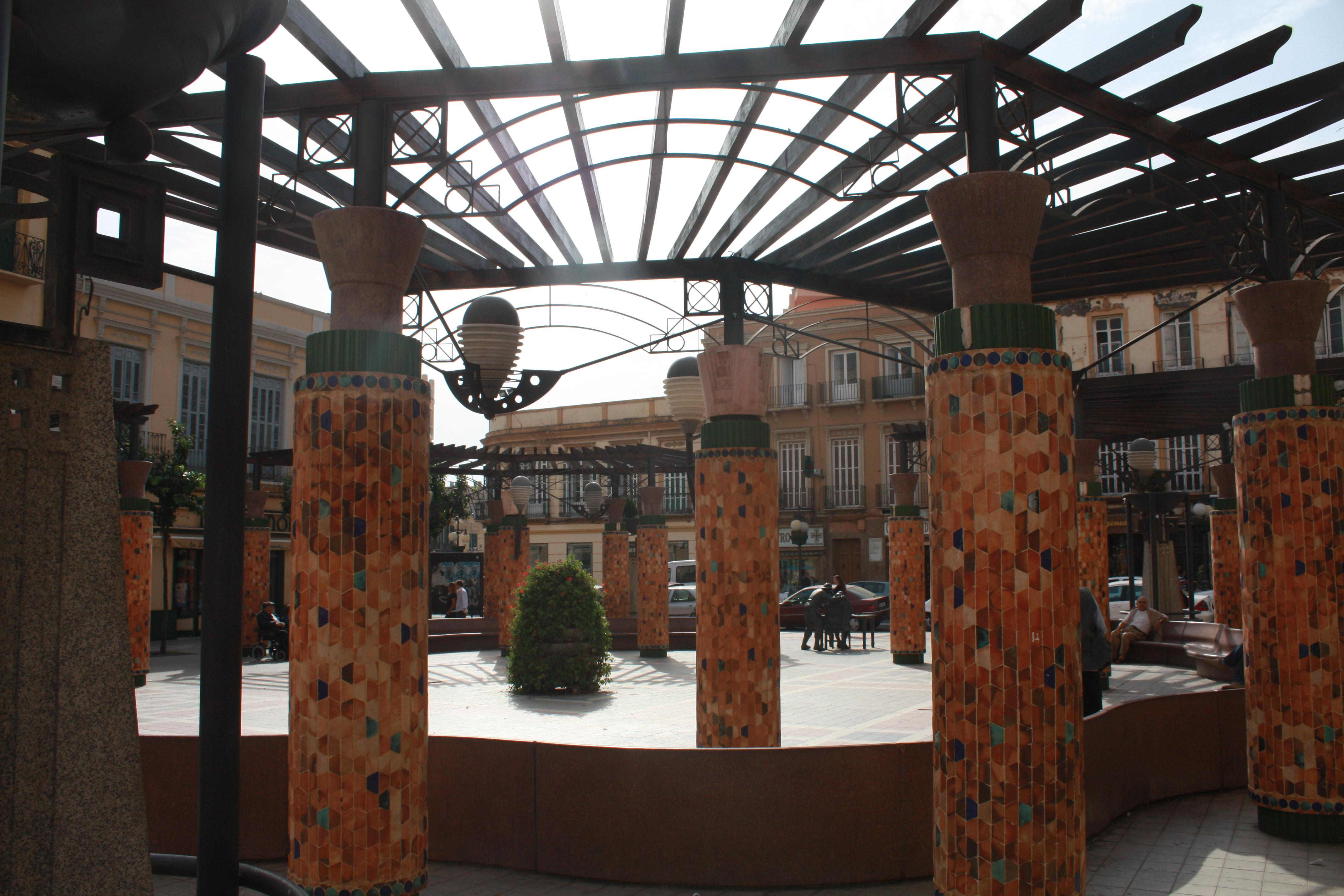
ساحة مينينديز بيلايو
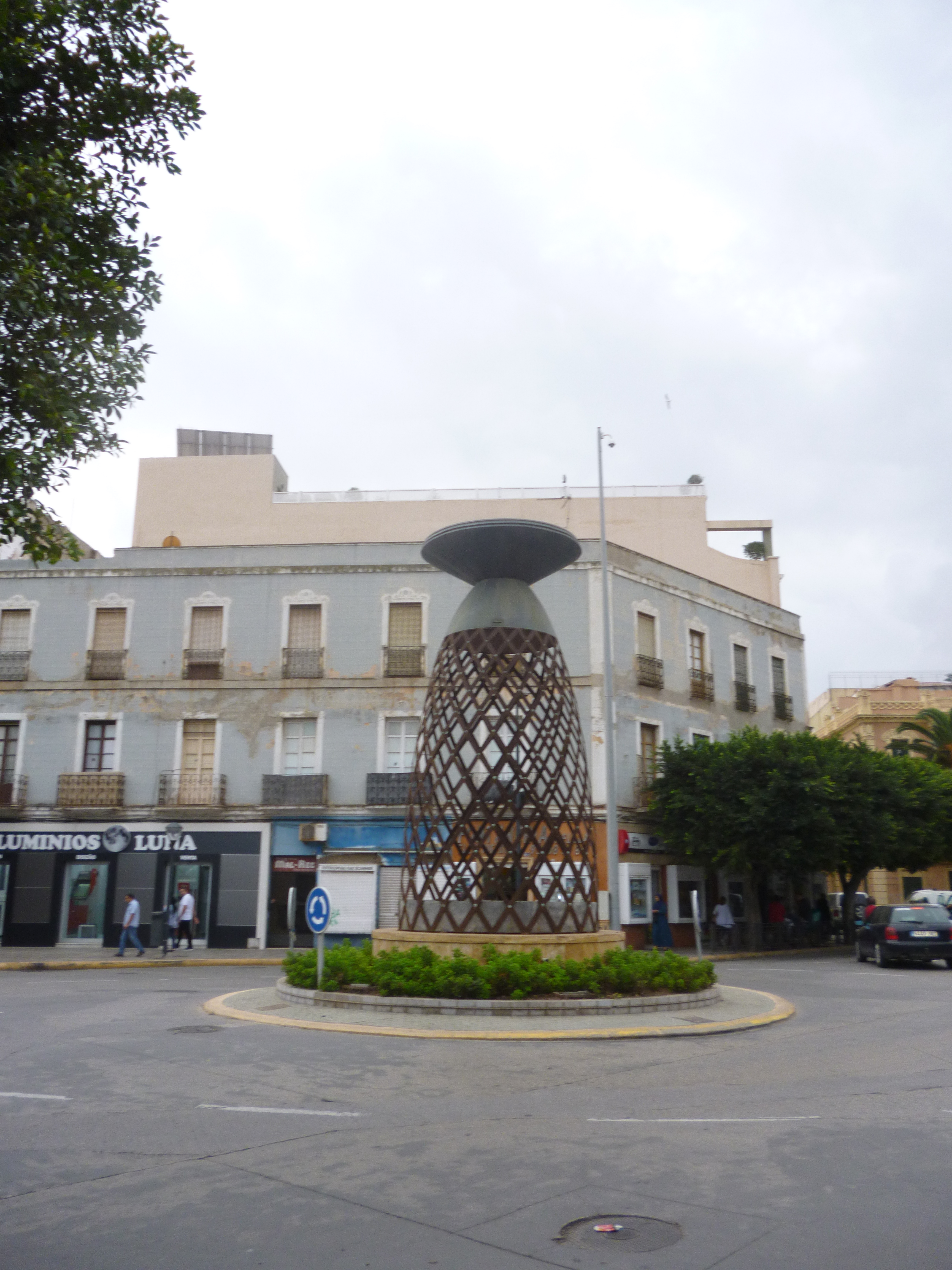
تحية لحداثة مليلية

ولد في 15 مايو 1962 في مليلية، وفي عام 1986 أكمل دراسته في الفنون الجميلة في جامعة كومبلوتنسي بمدريد . عمل مدرساً للفن منذ عام 1989، واجتاز امتحانات القبول للمرحلتين الإعدادية والثانوية في عام 1991. وهو يشغل حاليا منصب رئيس قسم الرسم في ثانوية إنريكي نييتو في مليلية. 
يجمع بين عمله التدريسي والعمل المهني في مجالات التصميم الجرافيكي والتصميم الداخلي، ويشارك في تصميم العديد من مشاريع النحت الضخمة، وتكريم الحداثة في مليلية ، والمشاريع المعمارية، وتجديد ساحة مينينديز بيلايو ، بالإضافة إلى مشاريع التخطيط الحضري، دون التخلي أبدًا عن عمله في المجالات الفنية والفنون البصرية. 
لم يعرض أعماله على نطاق واسع، مفضلاً إنشاء رسوماته ولوحاته خارج نزوات الموضة، وإملاءات النقاد، وقوانين السوق. وتتنوع موضوعاته، ورغم أنه ليس من هواة التصنيفات، إلا أنه يعتبر نفسه رسامًا تصويريًا. 
كما أن لوحاته التفصيلية والواقعية للغاية ترتبط ارتباطًا مباشرًا بالمناظر الطبيعية الحضرية في مليلية، مسقط رأسه، حيث يضع مفهومه الفريد للفن موضع التنفيذ في خدمة الواقع الذي يحيط به. مع تأثيرات ملحوظة من الأنواع التصويرية مثل الفيدوتيزم البندقية والرسم الميتافيزيقي والمناظر الطبيعية الحضرية المعاصرة، فإنه يشيد بالهندسة المعمارية الحديثة الفريدة لمدينة شمال إفريقيا، مليلية الحداثة ، مع قبابها النحيلة وعناصرها الزخرفية الجميلة. 
وهذه العناصر تحديداً، القباب، هي التي تمنحه العنوان المثير الذي يقدم به عادةً عمله، مدينة القباب ، والتي هي نتاج أكثر من 40 عاماً من العمل الفني، معظمها لوحات زيتية ورسومات، تمثل رؤيته الحزينة لمدينة الأحلام، التي بنيت على أساس الذكريات. 
تحت عنوان "مدينة القباب" ، عرض كارلوس بايزا توريس خلال شهر أكتوبر 2014 ما مجموعه 22 عملاً ضمن معرض Universe Melilla ، وهو الحدث الذي أظهر التراث التاريخي والثقافي الغني للمدينة الواقعة في شمال إفريقيا والذي تم افتتاحه في مبنى Cariátides ، مقر معهد ثيربانتس في مدريد من قبل وزير الخارجية ، خوسيه مانويل غارسيا مارغالو ، والأمين العام لمعهد ثيربانتس ، رافائيل رودريغيز بونجا، ورئيس مدينة مليلية المستقلة ، خوان خوسيه إمبرودا . وقد تميزت بمناظر طبيعية حضرية مختلفة بمفتاح واقعي فوق الهندسة المعمارية الحديثة الغنية.   في عام 2018 قدم كتاب مدينة القباب والمساجد، وهو كتاب تجميعي لجميع أعماله،   والذي فاز بجائزة قسم الفنون في دار نشر سيركولو روخو في طبعته الخامسة. 

## الجوائز والأوسمة والتكريمات
وقد منحته مدينة مليلية المستقلة الميدالية الذهبية في سبتمبر 2022. 

## روابط خارجية
- الموقع الرسمي